# Chicago Film Critics Association Awards 2023
La cerimonia di premiazione della 36ª edizione dei Chicago Film Critics Association Awards si è tenuta a Chicago, Illinois, il 12 dicembre 2023, per premiare i migliori film prodotti nel corso dell'anno.

## Vincitori e candidati
I vincitori sono indicati in grassetto, a seguire i candidati.

### Miglior film
- Killers of the Flower Moon, regia di Martin Scorsese
- Barbie, regia di Greta Gerwig
- Povere creature! (Poor Things), regia di Yorgos Lanthimos
- Oppenheimer, regia di Christopher Nolan
- May December, regia di Todd Haynes

### Miglior attore
- Paul Giamatti – The Holdovers - Lezioni di vita (The Holdovers)
- Leonardo DiCaprio – Killers of the Flower Moon
- Cillian Murphy – Oppenheimer
- Andrew Scott – Estranei (All of Us Strangers)
- Teo Yoo – Past Lives

### Migliore attrice
- Emma Stone – Povere creature! (Poor Things)
- Lily Gladstone – Killers of the Flower Moon
- Sandra Hüller – Anatomia di una caduta (Anatomie d'une chute)
- Natalie Portman – May December
- Margot Robbie – Barbie

### Miglior attore non protagonista
- Charles Melton – May December
- Robert Downey Jr. – Oppenheimer
- Ryan Gosling – Barbie
- Glenn Howerton – BlackBerry
- Mark Ruffalo – Povere creature! (Poor Things)

### Migliore attrice non protagonista
- Da'Vine Joy Randolph – The Holdovers - Lezioni di vita (The Holdovers)
- Jodie Foster – Nyad - Oltre l'oceano (Nyad)
- Sandra Hüller – La zona d'interesse (The Zone of Interest)
- Rachel McAdams – Ci sei Dio? Sono io, Margaret (Are You There, God? It's Me, Margaret)
- Julianne Moore – May December

### Miglior regista
- Christopher Nolan – Oppenheimer
- Greta Gerwig – Barbie
- Todd Haynes – May December
- Yorgos Lanthimos – Povere creature! (Poor Things)
- Martin Scorsese – Killers of the Flower Moon

### Miglior fotografia
- Hoyte van Hoytema - Oppenheimer
- Robert D. Yeoman - Asteroid City
- Rodrigo Prieto - Killers of the Flower Moon
- Robbie Ryan - Povere creature! (Poor Things)
- Łukasz Żal - La zona d'interesse (The Zone of Interest)

### Miglior scenografia
- Barbie
- Asteroid City
- Killers of the Flower Moon
- Oppenheimer
- Povere creature! (Poor Things)

### Migliori costumi
- Holly Waddington - Povere creature! (Poor Things)
- Milena Canonero - Asteroid City
- Jacqueline Durran - Barbie
- Jacqueline West - Killers of the Flower Moon
- Stacey Battat - Priscilla

### Miglior montaggio
- Oppenheimer
- All Dirt Roads Taste of Salt
- John Wick 4 (John Wick: Chapter 4)
- Killers of the Flower Moon
- Mission: Impossible - Dead Reckoning - Parte uno (Mission: Impossible - Dead Reckoning - Part One)

### Migliori effetti speciali
- Godzilla Minus One (ゴジラ)
- Barbie
- Mission: Impossible - Dead Reckoning - Parte uno (Mission: Impossible - Dead Reckoning - Part One)
- Oppenheimer
- Povere creature! (Poor Things)

### Miglior colonna sonora originale
- Robbie Robertson - Killers of the Flower Moon
- Mark Ronson e Andrew Wyatt - Barbie
- Ludwig Goransson - Oppenheimer
- Jerskin Fendrix - Povere creature! (Poor Things)
- Mica Levi - La zona d'interesse (The Zone of Interest)

### Migliore sceneggiatura originale
- Samy Burch - May December
- Arthur Harari e Justine Triet - Anatomia di una caduta (Anatomie d'une chute)
- Greta Gerwig e Noah Baumbach - Barbie
- David Hemingson - The Holdovers - Lezioni di vita (The Holdovers)
- Celine Song - Past Lives

### Migliore sceneggiatura non originale
- Eric Roth e Martin Scorsese - Killers of the Flower Moon
- Kelly Fremon Craig - Ci sei Dio? Sono io, Margaret (Are You There, God? It's Me, Margaret)
- Christopher Nolan - Oppenheimer
- Tony McNamara - Povere creature! (Poor Things)
- Jonathan Glazer - La zona d'interesse (The Zone of Interest)

### Miglior film d'animazione
- Il ragazzo e l'airone (君たちはどう生きるか), regia di Hayao Miyazaki
- Leo, regia di Robert Marianetti, Robert Smigel e David Wachtenheim
- Robot Dreams, regia di Pablo Berger
- Spider-Man: Across the Spider-Verse, regia di Joaquim Dos Santos, Kemp Powers e Justin K. Thompson
- Tartarughe Ninja - Caos mutante (Teenage Mutant Ninja Turtles: Mutant Mayhem), regia di Jeff Rowe

### Miglior film documentario
- Kokomo City, regia di D. Smith
- 20 Days in Mariupol, regia di Mstyslav Chernov
- Beyond Utopia, regia di Madeleine Gavin
- Menus-Plaisirs – Les Troisgros, regia di Frederick Wiseman
- Still: A Michael J. Fox Movie, regia di Davis Guggenheim

### Miglior film in lingua straniera
- La zona d'interesse (The Zone of Interest), regia di Jonathan Glazer
- Anatomia di una caduta (Anatomie d'une chute), regia di Justine Triet
- Il ragazzo e l'airone (君たちはどう生きるか), regia di Hayao Miyazaki
- Godzilla Minus One (ゴジラ), regia di Takashi Yamazaki
- Das Lehrerzimmer, regia di İlker Çatak

### Miglior regista rivelazione
- Celine Song – Past Lives
- Kyle Edward Ball – Skinamarink
- Raven Jackson – All Dirt Roads Taste of Salt
- Cord Jefferson – American Fiction
- A. V. Rockwell – A Thousand and One

### Miglior performance rivelazione
- Charles Melton – May December
- Abby Ryder Fortson – Ci sei Dio? Sono io, Margaret (Are You There, God? It's Me, Margaret)
- Milo Machado Graner – Anatomia di una caduta (Anatomie d'une chute)
- Dominic Sessa – The Holdovers - Lezioni di vita (The Holdovers)
- Teo Yoo – Past Lives